# Pierre Lejeune
Pour les articles homonymes, voir Pierre Lejeune (homonymie) et Lejeune.
Pierre Lejeune est un maître écrivain juré français, actif à Paris dans le troisième quart du XVIIe siècle.

## Biographie
En 1664 et 1667, il figure sur la liste des maîtres écrivains de la corporation des maîtres écrivains jurés de Paris devant voter pour l'élection d'un nouveau syndic.

## Œuvres
- Le Véritable art de l'escriture... Paris : Nicolas Langlois, 1667. 4° obl., 16 p., pl. (Paris BNF : RES G-V-406).